# Nanaki Nanao
Nanaki Nanao (japanisch 七尾 ナナキ Nanao Nanaki) ist eine japanische Mangaka. Ihre erfolgreichste Serie Helck wurde in mehrere Sprachen übersetzt sowie als Anime verfilmt. 

## Werdegang und Werk
Als ersten Manga veröffentlichte Nanao die Serie Acaria, zunächst ab 2012 selbst als Webmanga. Die Serie erzählt von einem Mädchen, das sich auf der Suche nach ihrer Erinnerung auf eine Abenteuerreise begibt. Noch im gleichen Jahr erschien auch die kurze Fantasy-Serie Tiadium. 2014 startete dann der Manga Helck beim Verlag Shogakukan, der 2023 auch als Anime umgesetzt wurde und mehrere Übersetzungen erhielt. Darunter ab 2024 eine deutsche Fassung von Manga Jam Session. Das Fantasy-Abenteuer erzählt vom Krieger Helck, der an einem Dämonenturnier teilnimmt, um der nächste Dämonenkönig zu werden. Der Erfolg führte zur Wiederveröffentlichung und Fortsetzung von Acaria bei Shogakukan. Außerdem folgten zwei Ableger zu Helck, die von Nebenfiguren aus der Geschichte erzählen: Zunächst Piwi: Fushigi na Ikimono im Jahr 2018 und seit 2020 die Serie Iken Senki Völundio. 

## Bibliografie (Auswahl)
- Acaria (2012–2019)
- Tiadium (2012)
- Helck (ヘルク, 2014–2017, 12 Bände)
- Piwi: Fushigi na Ikimono (ピウイ～ふしぎないきもの～, 2018, 1 Band)
- Iken Senki Völundio (異剣戦記ヴェルンディオ, seit 2020, 7 Bände)